# 2022년 동계 올림픽 루지 2인승
2022년 동계 올림픽 루지 2인승 종목은 2022년 2월 7일 (1·2차)과 2월 8일 (3·4차) 중화인민공화국 베이징시 옌칭구 샤오하이퉈 봅슬레이 루지 트랙에서 진행됐다. 2014년과 2018년 동계올림픽 우승자인 독일의 토비아스 벤들과 토비아스 아를트가 3관왕을 차지하였으며, 은메달은 독일의 토니 에거르트와 사샤 베네켄이 차지했다. 동메달은 오스트리아의 토마스 스토이와 로렌츠 콜러가 차지하였으며 이번이 올림픽 첫 메달이다.
2018년 평창 동계 올림픽 은메달리스트 페터 펜츠와 게오르크 피슐러는 이번 대회를 앞두고 은퇴하였다. 2021-22 루지 월드컵에서 에거르트-베네켄 조가 우승을 차지하고, 벤들-아를트는 2위를 차지했다. 두 조는 이번 대회 강력 우승후보로 꼽혀 왔다. 2014년 소치 동계올림픽 동메달리스트 안드리스 시츠와 유리스 시츠는 2021/2022 시즌에서도 계속해서 참가하였으며 올림픽 직전 월드컵에서 3위에 올랐으나, 경기 결과 5위에 머물렀다.

## 예선
이번 대회에서는 총 36명 (18조)의 선수가 출전하며, 각 국가당 최대 3명까지 출전할 수 있다. 올림픽 시즌 기간에 획득한 점수를 합산한 것을 기반으로 출전권이 부여되며, 기준은 2021년 7월 1일부터 2022년 1월 10일까지이다.
2인승 종목에서는 상위 25위 이내에 든 조에게 출전권이 부여된다. 국가당 최대 출전선수 제한 규정으로 남게 된 출전권은 28위 이내에 든 국가 중 두번째로 좋은 기록을 낸 해당국 조에게 돌아간다.
2021년 12월 17일 국제 루지 연맹은 예선 일정을 변경한다고 밝혔다. 1차 월드컵에서 참가선수 훈련 기간이 바뀌어 장비가 제때 조달되지 못한 탓에 일정이 바뀌게 된 것이다. 이에 따라 월드컵 시즌 기간 동안 총 7차례의 경기 결과를 토대로 하던 것이 4차례의 경기만 토대로 하는 것으로 바뀌었다.
2022년 1월 19일, 국제 루지 연맹은 올림픽 출전 선수 명단을 최종 확정했다.

### 출전 현황
| 출전조 | 총 출전권 | 국가 |
| ------ | --------- | --- |
| 2조    | 16        | 독일 · 라트비아 · 오스트리아 · 러시아 올림픽 위원회                                                       |
| 1조    | 20        | 이탈리아 · 폴란드 · 캐나다 · 미국 · 대한민국 · 슬로바키아 · 우크라이나 · 루마니아 · 체코 · 중화인민공화국 |
| 35     | 35        | |

1. ↑  상위 25위 내에 들지는 못했으나 개최국 자격으로 부여

## 결과
오스트리아의 두번째 조가 경기를 포기하여 총 17조가 경기에 나섰다.
| 순위 | 순서 | 이름                                          | 국가                 | 1차       | 순위 | 2차      | 순위 | 합계     | 차이   |
| ---- | ---- | --------------------------------------------- | -------------------- | --------- | ---- | -------- | ---- | -------- | ------ |
| 1    | 5    | 토비아스 벤들 토비아스 아를트                 | 독일                 | 58.255 TR | 1    | 58.299   | 1    | 1:56.554 |        |
| 2    | 2    | 토니 에거트 사샤 베네켄                       | 독일                 | 58.300    | 2    | 58.353   | 2    | 1:56.653 | +0.099 |
| 3    | 11   | 토마스 슈토이 로렌츠 콜러                     | 오스트리아           | 58.426    | 3    | 58.639   | 3    | 1:57.065 | +0.511 |
| 4    | 3    | 마르틴슈 보츠 로베르츠 플루메                 | 라트비아             | 58.628    | 5    | 58.791   | 5    | 1:57.419 | +0.865 |
| 5    | 1    | 안드리스 시츠 유리스 시츠                     | 라트비아             | 58.703    | 6    | 58.734   | 4    | 1:57.437 | +0.883 |
| 6    | 4    | 에마누엘 리더 지몬 카인츠발트너               | 이탈리아             | 58.602    | 4    | 58.995   | 7    | 1:57.597 | +1.043 |
| 7    | 10   | 트라이스턴 워커 저스틴 스니스                 | 캐나다               | 58.895    | 7    | 59.023   | 8    | 1:57.918 | +1.364 |
| 8    | 8    | 알렉산드르 데니시예프 블라디슬라프 안토노프   | 러시아 올림픽 위원회 | 59.040    | 9    | 58.953   | 6    | 1:57.993 | +1.439 |
| 9    | 7    | 보이치에흐 흐미엘레프스키 야쿠프 코발레프스키 | 폴란드               | 58.992    | 8    | 59.073   | 9    | 1:58.065 | +1.511 |
| 10   | 6    | 안드레이 보그다노프 유리 프로호로프           | 러시아 올림픽 위원회 | 59.376    | 11   | 59.132   | 11   | 1:58.508 | +1.954 |
| 11   | 15   | 재커리 디 그레고리오 숀 홀랜더                | 미국                 | 59.389    | 12   | 59.126   | 10   | 1:58.515 | +1.961 |
| 12   | 12   | 박진용 조정명                                 | 대한민국             | 59.361    | 10   | 59.366   | 12   | 1:58.727 | +2.173 |
| 13   | 9    | 토마시 바베르차크 마테이 즈미                 | 슬로바키아           | 1:00.138  | 15   | 59.704   | 13   | 1:59.842 | +3.288 |
| 14   | 13   | 바실레 그틀란 다리우스 셰르반                 | 루마니아             | 59.694    | 13   | 1:00.243 | 16   | 1:59.937 | +3.383 |
| 15   | 14   | 이호르 스타히우 안드리 리세츠키               | 우크라이나           | 59.983    | 14   | 1:00.080 | 15   | 2:00.063 | +3.509 |
| 16   | 17   | 필리프 베이델레크 즈데네크 페크니             | 체코                 | 1:00.248  | 16   | 59.869   | 14   | 2:00.117 | +3.563 |
| 17   | 16   | 황예보 펑쥔웨                                 | 중화인민공화국       | 1:00.732  | 17   | 1:00.840 | 17   | 2:01.572 | +5.018 |